# Pica-pau-de-colar-dourado
Pica-pau-de-colar-dourado (nome científico: Veniliornis cassini) é uma espécie de ave pertencente à família dos picídeos.  Pode ser encontrado no norte do Brasil, nas Guianas, na Venezuela e no leste da Colômbia.